# Capilla Italiana

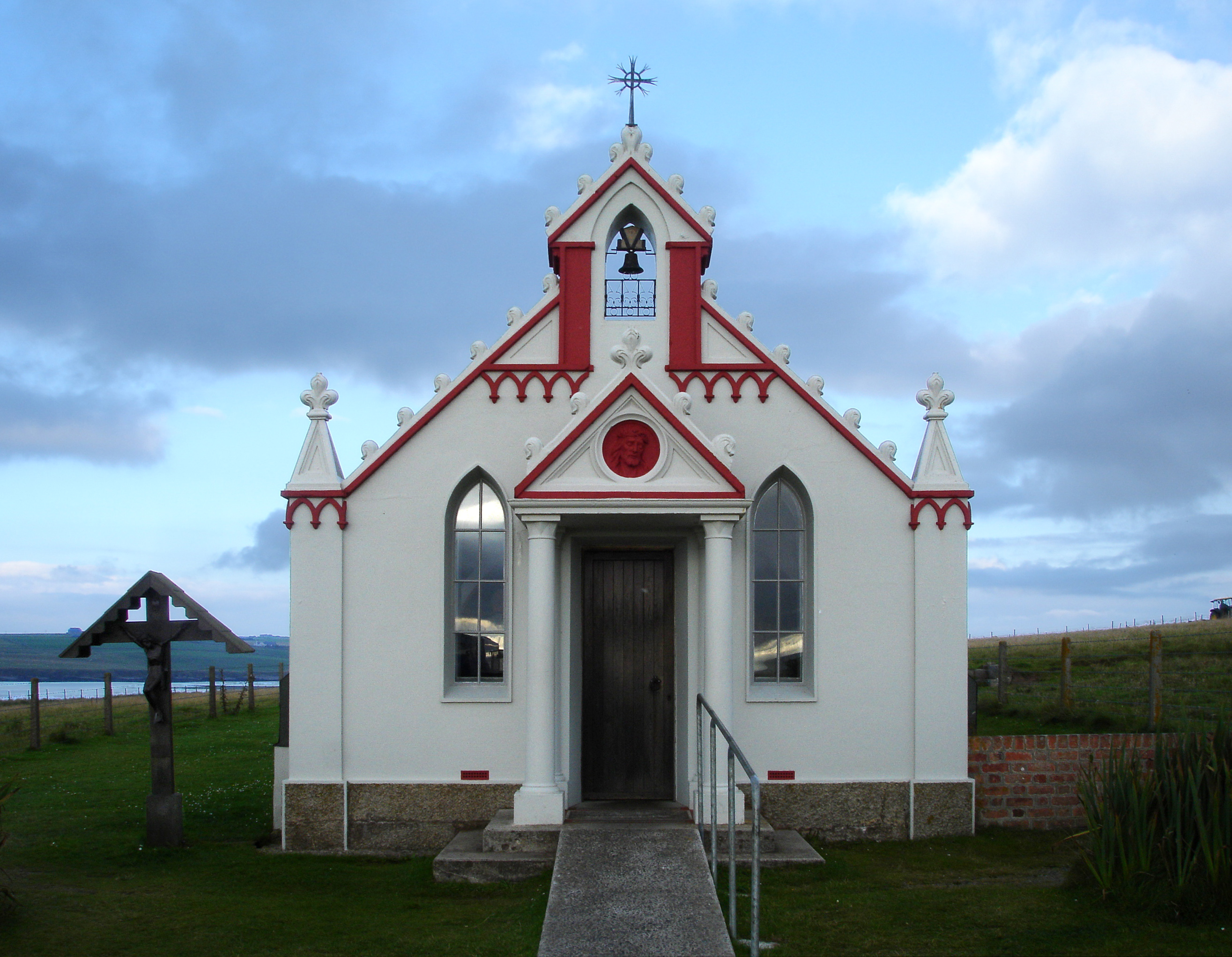
Exterior de la capilla, que fue construida con una cantidad limitada de materiales.

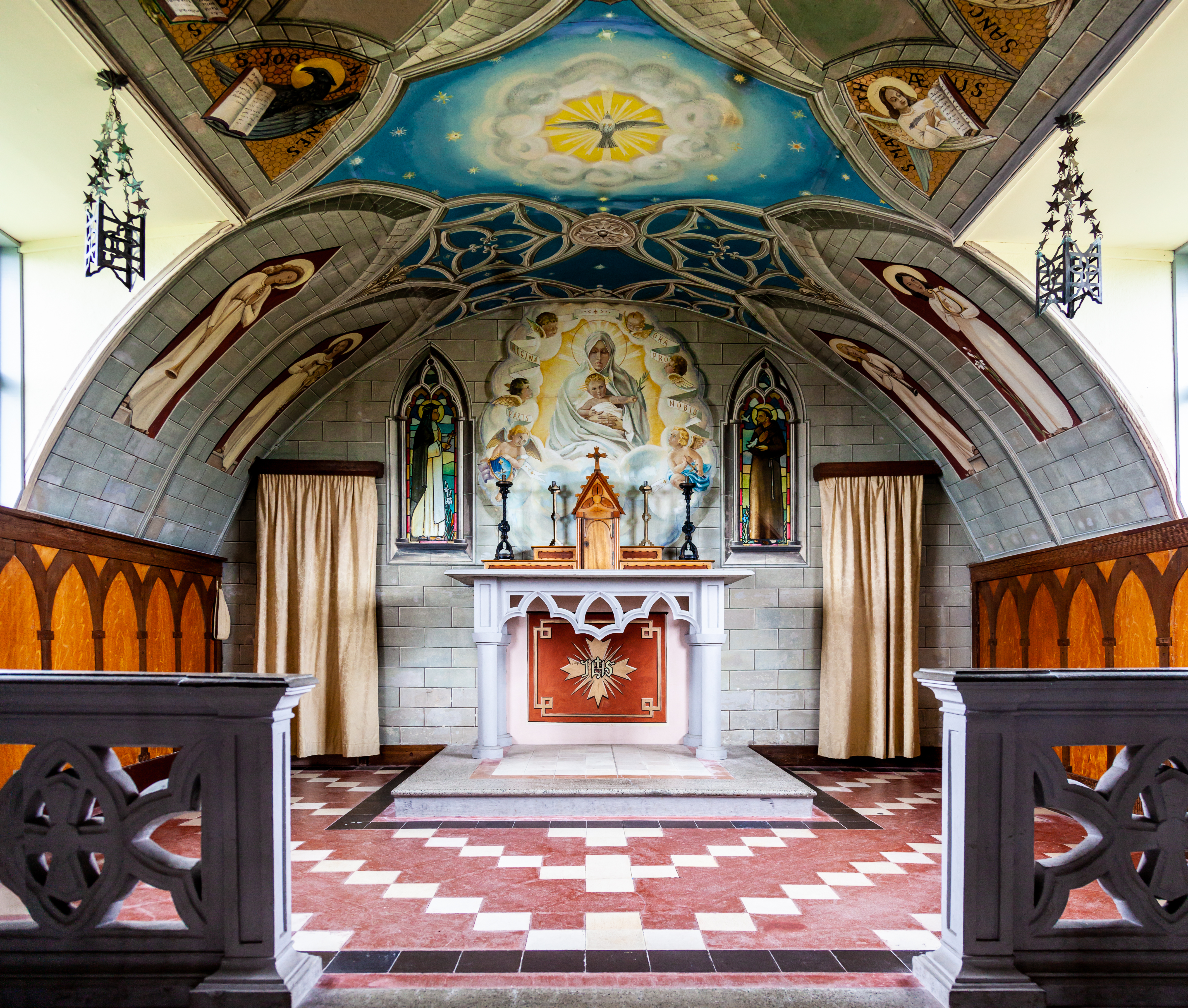
The Italian Chapel, interior.

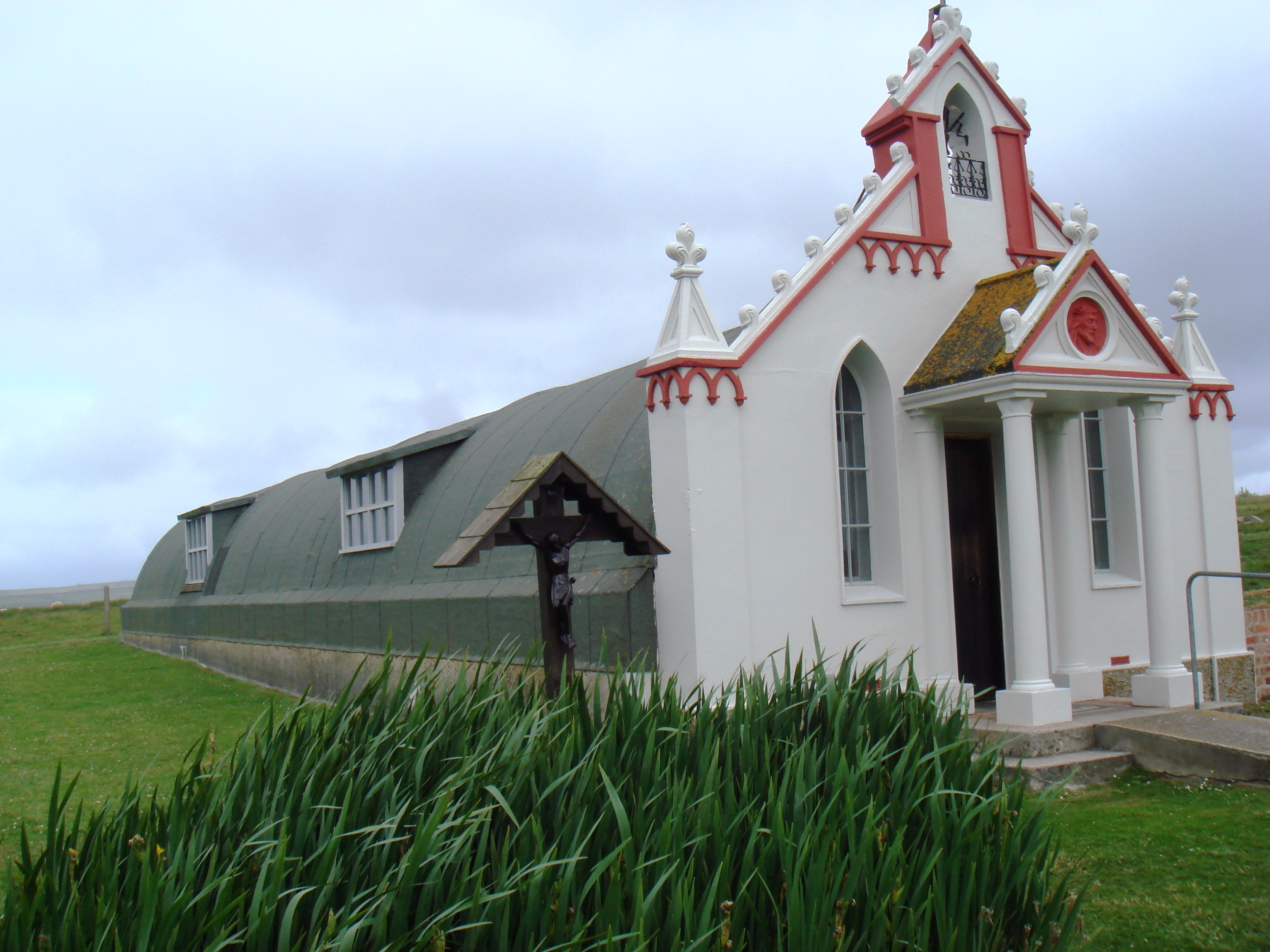
Capilla italiana

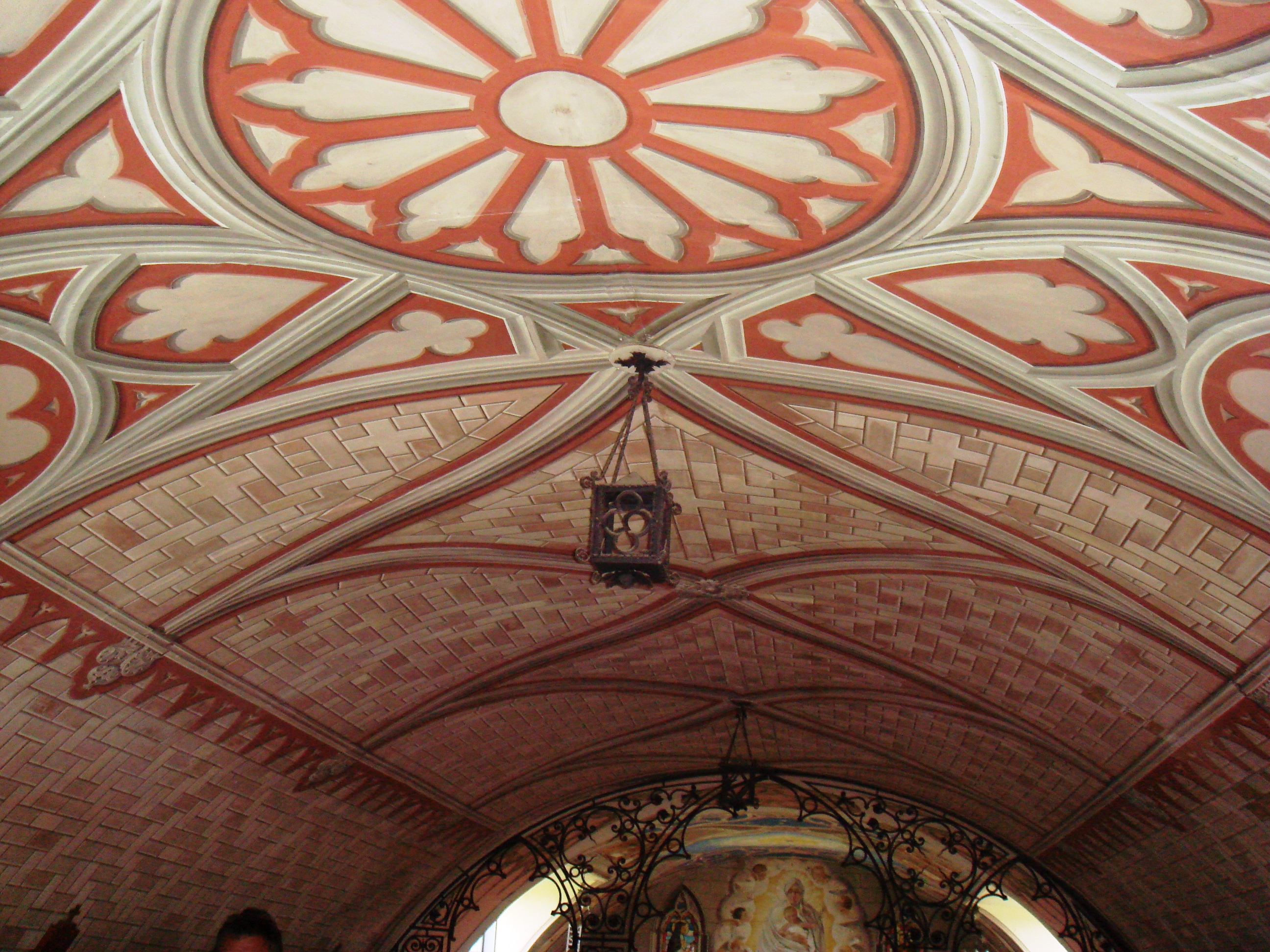
Detalle del techo de la Capilla italiana

La Capilla Italiana (en inglés Italian Chapel y en italiano Cappella italiana) es una capilla localizada en Lamb Holm, en las Islas Órcadas (Escocia) que fue construida por prisioneros de guerra italianos capturados en África durante la Segunda Guerra Mundial. Los prisioneros fueron llevados a la isla entre 1942 y 1945 para ayudar en la construcción de las barreras Churchill en Scapa Flow.
La capilla fue construida utilizando dos Nissen huts (dos estructuras cilíndricas de acero corrugado prefabricadas) unidas de extremo a extremo; el interior corrigado fue cubierto con yeso, y tanto el altar como el comulgatorio, construidos con concreto tomado del trabajo en las barreras.
La mayor parte de la decoración interior fue llevada a cabo por Domenico Chiocchetti, un prisionero proveniente de Moena (Trentino-Alto Adigio), que permaneció en la isla para terminar la capilla, aun cuando sus compañeros fueron puestos en libertad antes del final de la guerra.
En 1958 fue creado el Comité de Preservación de la Capilla, conformado por habitantes locales, y dos años después, Chiocchetti regresó a la capilla para contribuir en su restauración; volvió una vez más en 1964, pero estaba muy enfermo para volver en 1992, cuando llegaron los antiguos presos a conmemorar el quincuagésimo aniversario de su llegada a la isla. Finalmente, Chiocchetti falleció en 1999.

## La capilla hoy
La capilla todavía se utiliza hoy como lugar de culto de la parroquia católica de Nuestra Señora y San José, perteneciente a la diócesis de Aberdeen. La misa se celebra el primer domingo de los meses más cálidos (de abril a septiembre), además del aniversario del Hundimiento del HMS Royal Oak (08).
La capilla es una popular atracción turística, visitada cada año por más de 100.000 visitantes y se ha convertido en uno de los símbolos más conocidos de las islas escocesas y entre los más significativos de la reconciliación de posguerra.